# ترسون تویچیف
ترسون تویچیف جماعت و شهرکی در کشور تاجیکستان است که در ناحیهٔ تورسون‌زاده ناحیه‌های تابع جمهوری قرار دارد. جمعیت این جماعت ۱۴۸۷۹ است.